# Venonia vilkkii
Venonia vilkkii är en spindelart som beskrevs av Pekka T. Lehtinen och Heikki Hippa 1979. Venonia vilkkii ingår i släktet Venonia och familjen vargspindlar. Inga underarter finns listade.